# Sosibia parvipennis
Sosibia parvipennis är en insektsart som först beskrevs av Carl Stål 1877.  Sosibia parvipennis ingår i släktet Sosibia och familjen Diapheromeridae. Inga underarter finns listade i Catalogue of Life.